# Bioparco di Roma
Bioparco di Roma is de dierentuin van Rome. De dierentuin is 17 hectare groot en ligt op een deel van het oorspronkelijke landgoed van Villa Borghese. In het park worden meer dan 1.200 dieren van zo'n 150 soorten gehouden. 

## Geschiedenis
De dierentuin werd in 1908 opgericht om exotische diersoorten tentoon te stellen. In tegenstelling tot andere dierentuinen uit die tijd, die voornamelijk op wetenschappelijke criteria werkten, was deze dierentuin ontworpen voor het vermaak. De dierentuin besloeg 12 hectare en werd gebouwd in het noordelijke deel van het landgoed van Villa Borghese. Het park werd geopend op 5 januari 1911.
De dierentuin is ontworpen door Carl Hagenbeck, die al een dierentuin had geopend in Hamburg. De dierentuin van Rome werd in eenzelfde stijl gebouwd: met grachten en greppels in plaats van tralies en met grote groene ruimtes.
Het aanvankelijke succes hield geen stand. Er werd geprobeerd om bijzonder zeldzame en exotische dieren te houden en er vonden verschillende parkuitbreidingen plaats. In 1926 werd er een uitbreiding gepland naar het aangrenzende edelhertenpark. In 1933 begon architect Raffaele De Vico met zijn werk in het nieuwe deel. In dit nieuwe deel zouden twee hoofdattracties moeten komen: de grote volière en het reptielenhuis, dat in 1935 werd geopend. 
De dierentuin begon in verval te raken, hoewel veel gebieden werden gerenoveerd en andere volledig herbouwd. In 1970 moest het reptielenhuis vanwege de slechte toestand worden gesloten; de verbeteringen duurden ongeveer negen jaar en het werd uiteindelijk heropend in 1983.
De eerste ideeën om de dierentuin om te vormen tot een biopark kwamen op in 1994. Drie jaar later werd een masterplan opgesteld en in april 1998 werd de organisatie Bioparco SpA opgericht, voor 51% gefinancierd door de stad Rome.

## Dieren
Het Bioparco di Roma is de oudste dierentuin in Italië en biedt onderdak aan ongeveer 1.200 dieren van ongeveer 150 verschillende soorten, waaronder de soorten genoemd in onderstaande lijst. Het park coördineert en beheert het EEP-stamboek van de nijlantilope.

### Zoogdieren
- Addax
- Afrikaanse wilde hond
- Aziatische leeuw
- Aziatische olifant
- Banteng
- Bennettwallaby
- Bintoerong
- Borneose orang-oetan
- Bruinbehaard gordeldier
- Bruine beer
- Bruine kapucijnaap
- Bunzing
- Californische zeeleeuw
- Capibara
- Chimpansee
- Damagazelle
- Dwergnijlpaard
- Dwergoeistiti
- Euraziatische lynx
- Fennek
- Grévyzebra
- Grijze zeehond
- Guanaco
- Himalayathargeit
- Japanse makaak
- Kameel
- Keizertamarin
- Kleinklauwotter
- Kulan
- Laaglandtapir
- Mandril
- Manenwolf
- Mara
- Moeflon
- Montecristo geit
- Moormaki
- Netgiraffe
- Nijlantilope
- Nijlpaard
- Penseelzwijn
- Perzische panter
- Pinchéaapje
- Ringstaartmaki
- Rode vari
- Stokstaartje
- Sumatraanse tijger
- Vicuña
- Witkruinmangabey
- Witte neushoorn
- Wolf

### Vogels
- Afrikaanse maraboe
- Afrikaanse pinguïn
- Andescaracara
- Bergeend
- Blauwe pauw
- Blauwgele ara
- Bonte kraai
- Brandgans
- Casarca
- Emoe
- Flamingo
- Grijze kroonkraanvogel
- Helmkasuaris
- Heremietibis
- Hoendergans
- Kluut
- Koningsgier
- Kroeskoppelikaan
- Lepelaar
- Molukse kaketoe
- Nandoe
- Noordelijke hoornraaf
- Oehoe
- Ooievaar
- Purperglansspreeuw
- Purperkoet
- Rode ibis
- Rode lepelaar
- Roodkopkroonparelhoen
- Roodwangara
- Roze pelikaan
- Rüppells gier
- Sneeuwuil
- Struisvogel
- Trompetzwaan
- Witruggier

### Reptielen en amfibieën
- Alligatorschildpad
- Ambonese doosschildpad
- Annam-waterschildpad
- Axolotl
- Bijengifkikker
- Blauwe pijlgifkikker
- Boa constrictor
- Bonte doornstaartagame
- Breedvoorhoofdkrokodil
- Ctenosaura bakeri
- Cubaanse rotsleguaan
- Egyptische landschildpad
- Filipijnse waterleguaan
- Geelkoplandschildpad
- Gouden gifkikker
- Groene anaconda
- Kolenbranderschildpad
- Kolonistenagame
- Komodovaraan
- Madagaskar-boa
- Madagaskar-halsbandleguaan
- Madagaskar-hondskopboa
- Mexicaanse korsthagedis
- Nijlkrokodil
- Pannenkoekschildpad
- Panterkameleon
- Phyllobates bicolor
- Python curtus
- Salvins modderschildpad
- Sardijnse beeksalamander
- Sceloporus cyanogenys
- Schneiders gladvoorhoofdkaaiman
- Seychellenreuzenschildpad
- Spinschildpad
- Standing daggekko
- Stralenschildpad

## Galerij

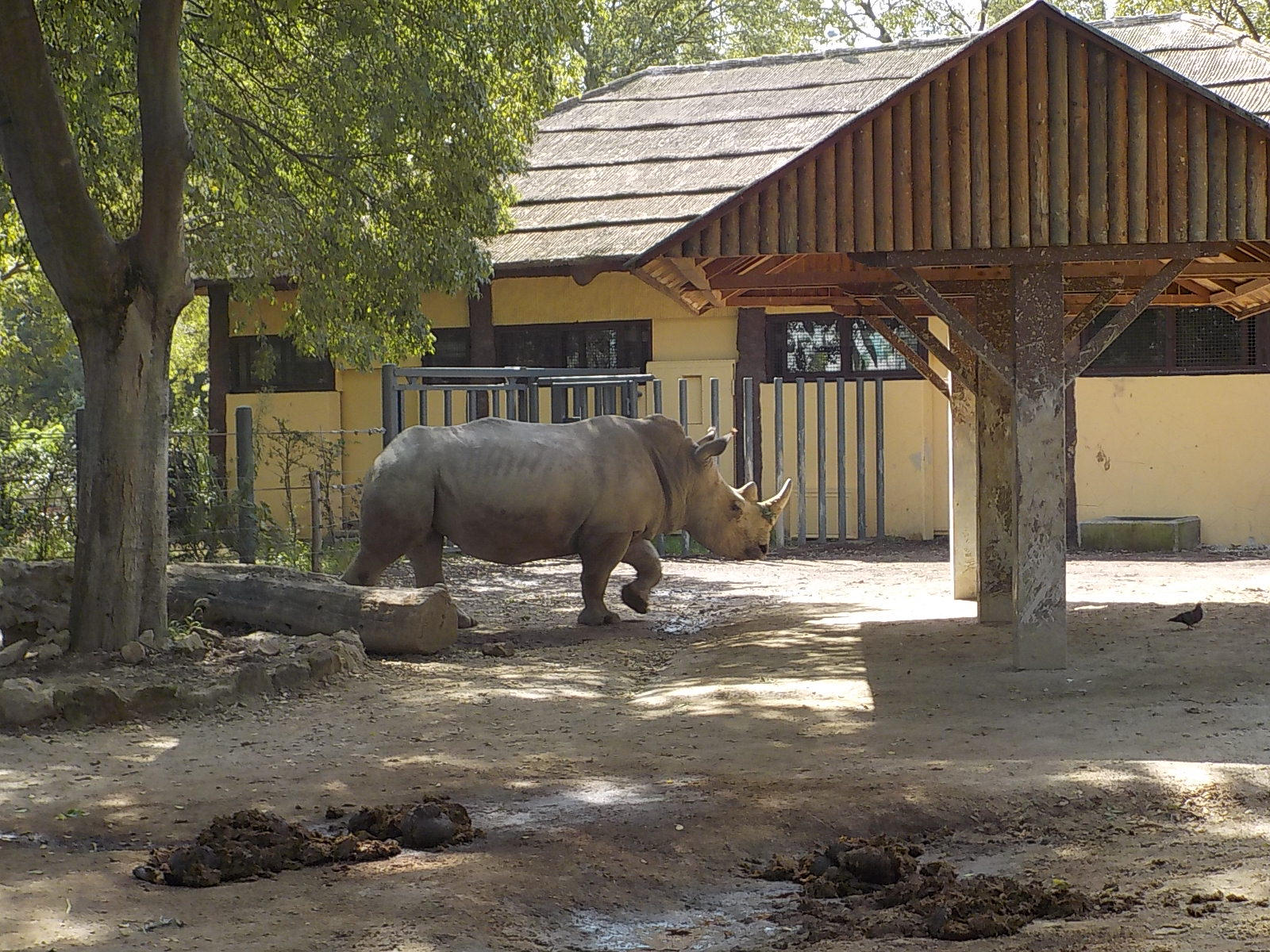
Witte neushoorn
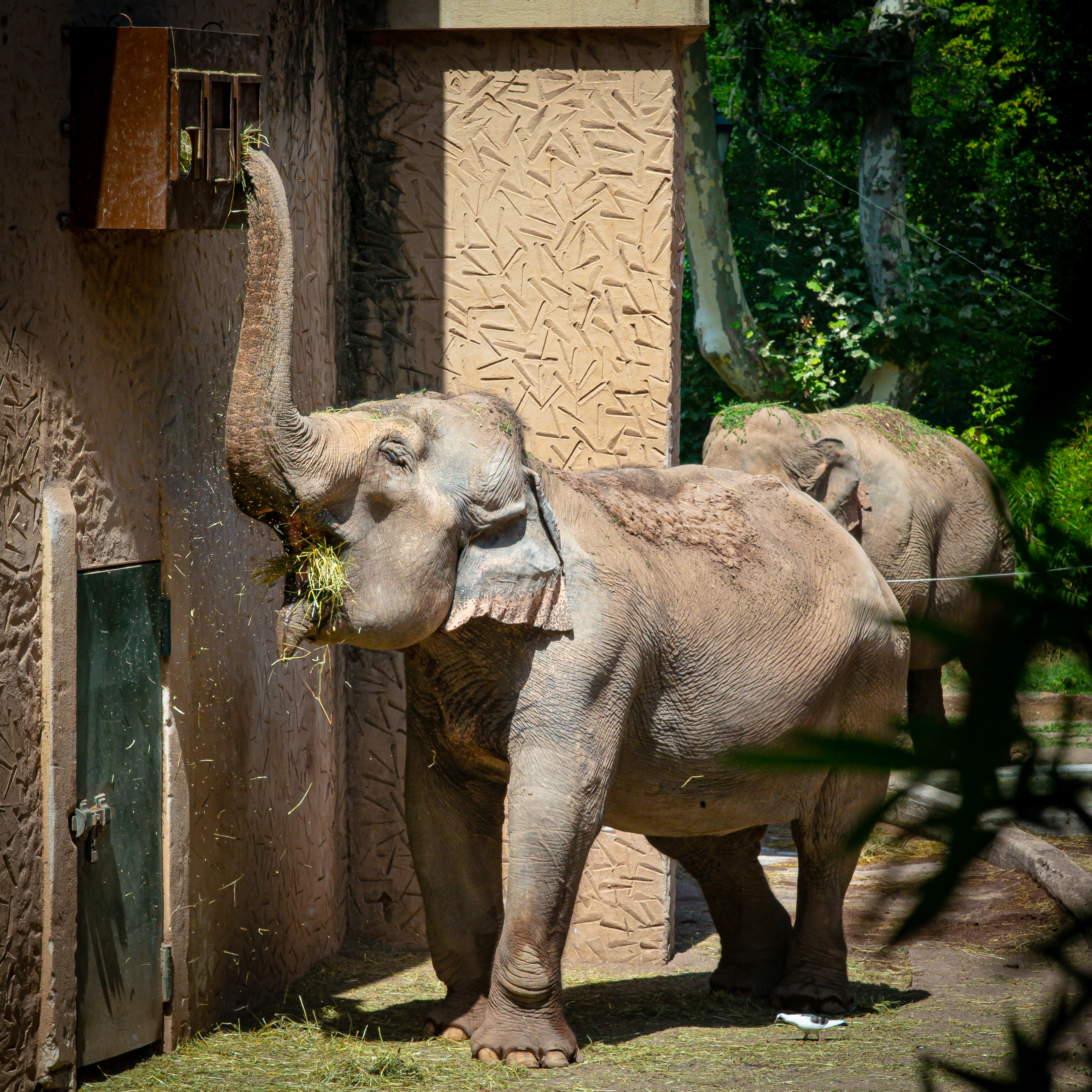
Aziatische olifant
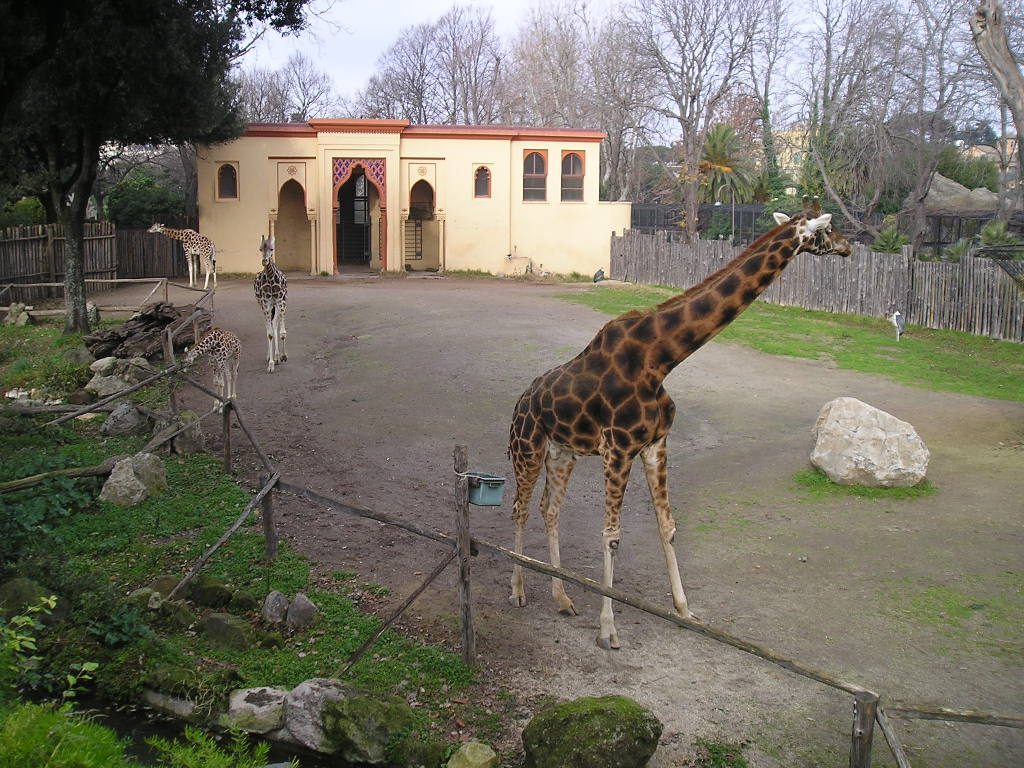
Giraf voor het giraffenhuis
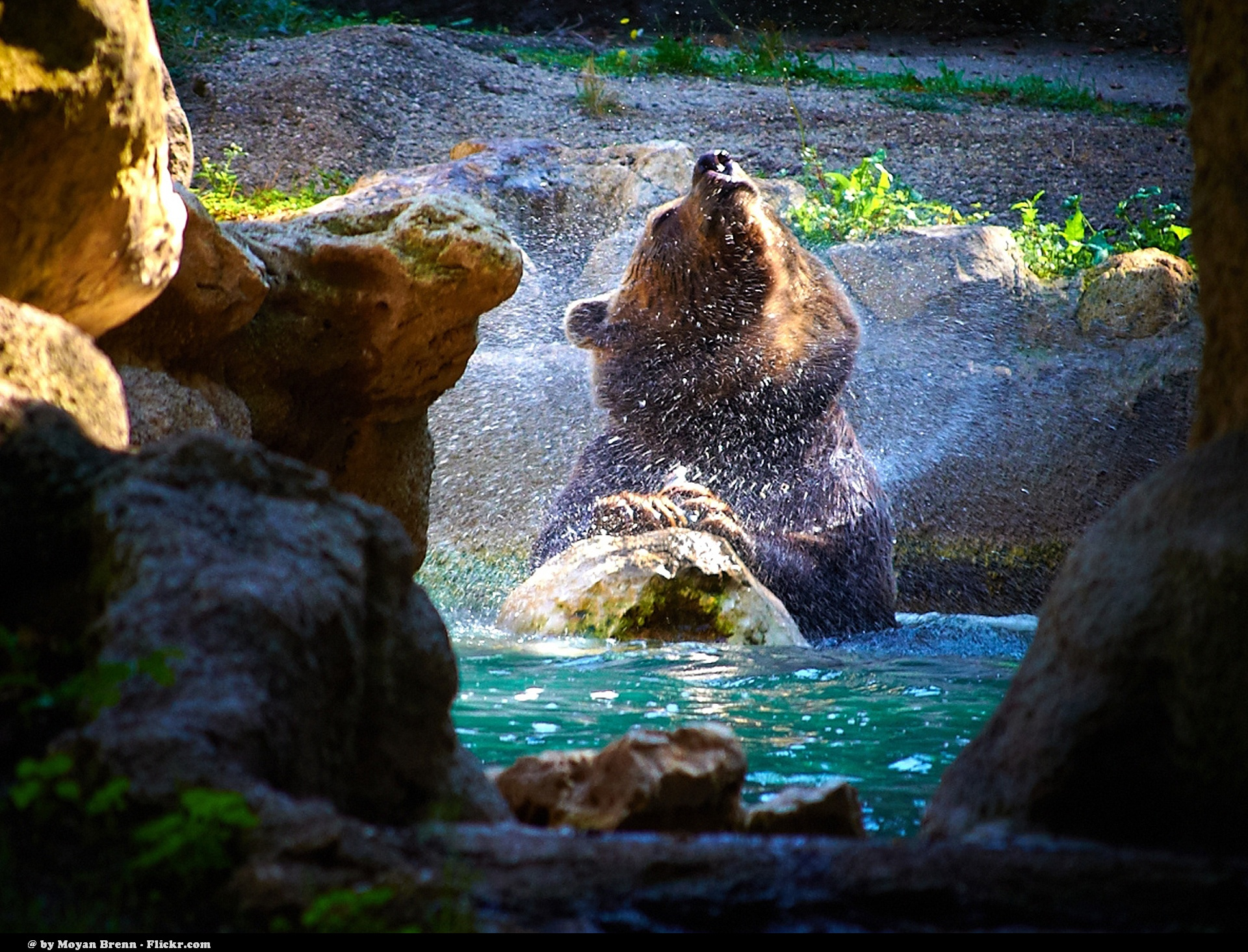
Bruine beer
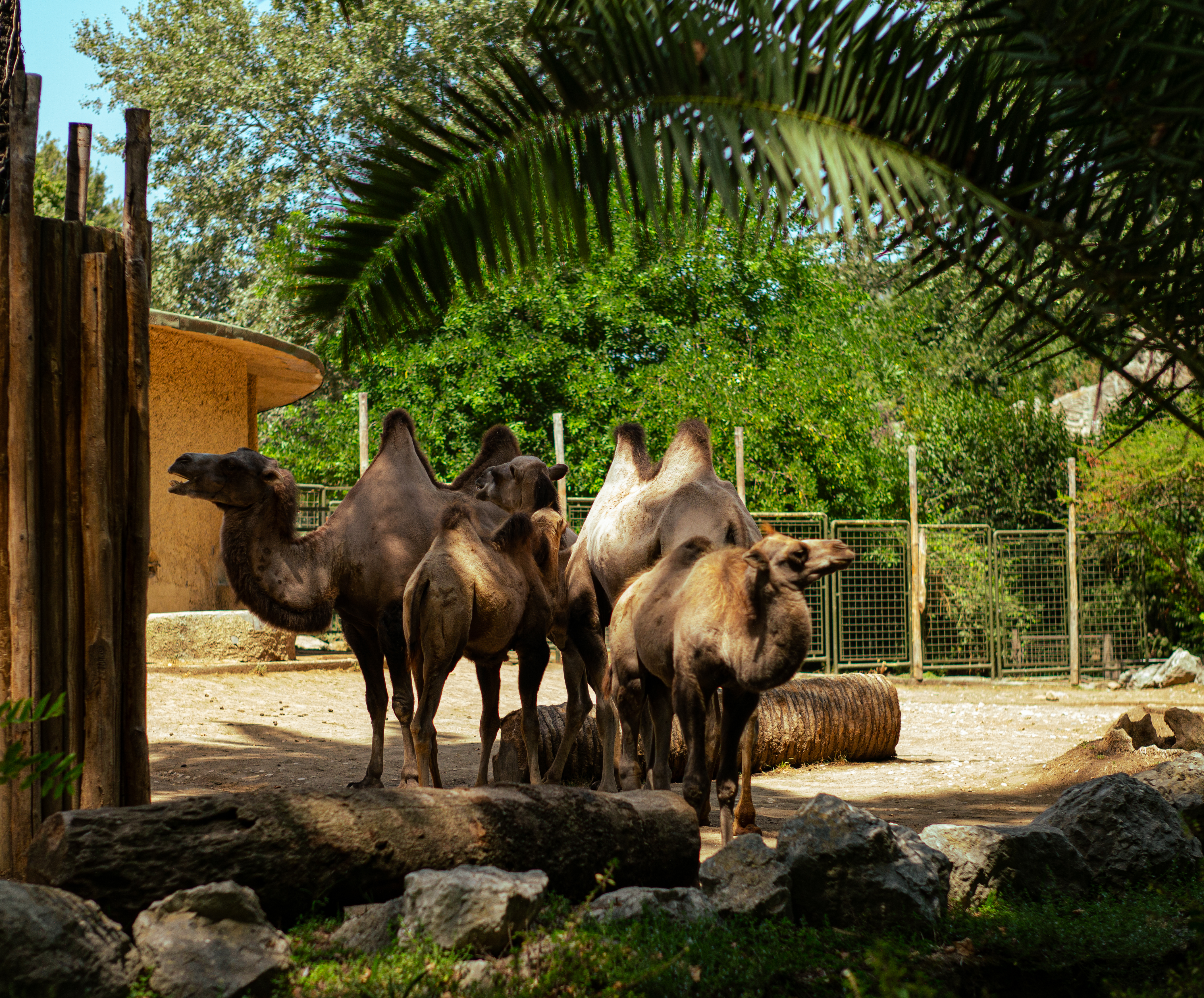
Kamelen
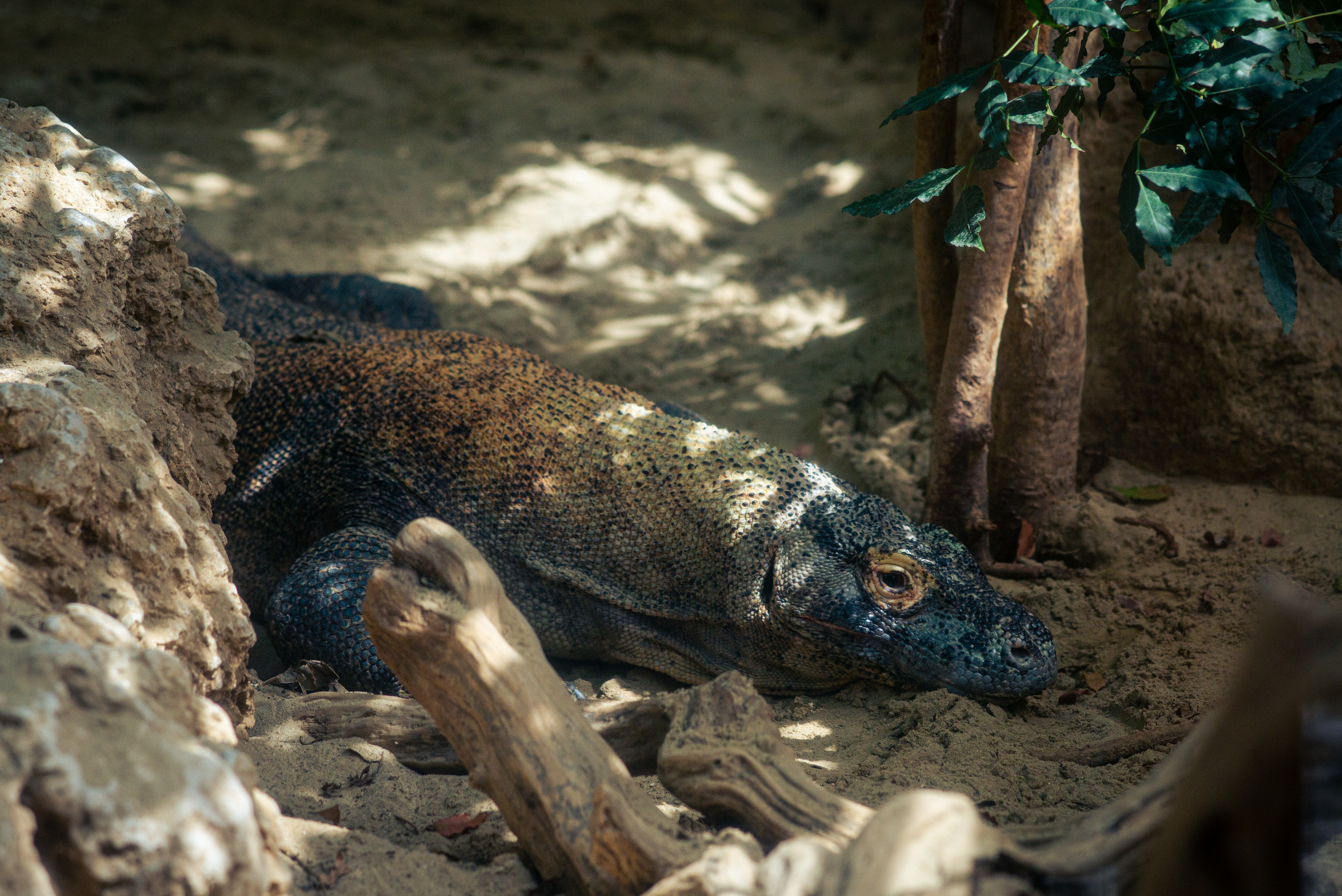
Komodovaraan
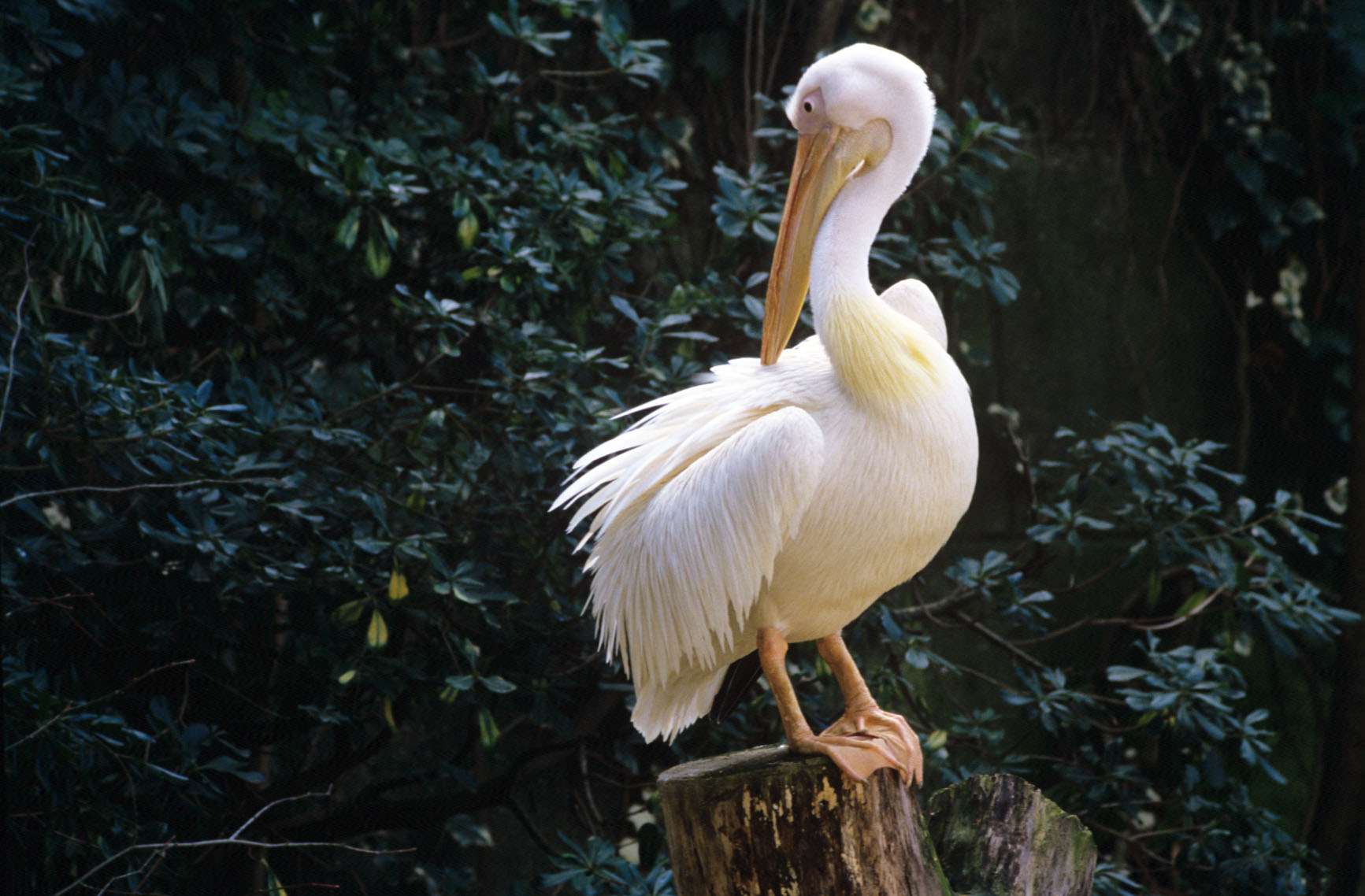
Pelikaan